# Chris Maguire
Christopher Jack Maguire (Bellshill, Escocia, 16 de enero de 1989) es un futbolista escocés que juega de centrocampista en el Eastleigh F. C. de la National League de Inglaterra.

## Selección nacional
Ha sido internacional con la selección de fútbol de Escocia en dos ocasiones.

## Clubes
| Club                         | País       | Año       |
| ---------------------------- | ---------- | --------- |
| Aberdeen F. C.               | Escocia    | 2006-2011 |
| Kilmarnock F. C. (cedido)    | Escocia    | 2010      |
| Derby County F. C.           | Inglaterra | 2011-2012 |
| Portsmouth F. C. (cedido)    | Inglaterra | 2012      |
| Sheffield Wednesday F. C.    | Inglaterra | 2012-2015 |
| Coventry City F. C. (cedido) | Inglaterra | 2013      |
| Rotherham United F. C.       | Inglaterra | 2015-2016 |
| Oxford United F. C. (cedido) | Inglaterra | 2015-2016 |
| Oxford United F. C.          | Inglaterra | 2016-2017 |
| Bury F. C.                   | Inglaterra | 2017-2018 |
| Sunderland A. F. C.          | Inglaterra | 2018-2021 |
| Lincoln City F. C.           | Inglaterra | 2021-2022 |
| Ayr United F. C.             | Escocia    | 2023      |
| Eastleigh F. C.              | Inglaterra | 2023-     |

## Palmarés

### Títulos nacionales
| Título     | Club                | País       | Año  |
| ---------- | ------------------- | ---------- | ---- |
| EFL Trophy | Sunderland A. F. C. | Inglaterra | 2021 |